# Багосора, Теонесте
Теонест Багосора (руанда и фр. Théoneste Bagosora; 16 августа 1941 года — 25 сентября 2021) — руандийский политический и военный деятель, полковник армии и организатор геноцида в Руанде.

## Биография
Теонест Багосора родился в общине Гичие провинции Кисеньи в Руанде-Урунди (ныне в Западной провинции Руанды) 16 августа 1941 года. По национальности хуту. В 1964 году окончил военное училище в Кигали, получив звание лейтенанта второго ранга, затем продолжил обучение во Франции.
Поскольку являлся дальним родственником жены президента Руанды Жювеналя Хабьяримана быстро продвигался по службе. Был заместителем командующего высшего офицерского училища в Кигали, позднее — командующим военным лагерем Каномбе. В июне 1992 года был назначен на пост одного из руководителей Министерства обороны Руанды. Несмотря на формальное увольнение из рядов вооружённых сил 23 сентября 1993 года,
6 апреля 1994 года с созданием кризисного комитета Руанды занял должность его главы.
Оставался полковником вплоть до своего бегства в июле 1994 года, вызванного занятием почти всей территории страны Руандийским патриотическим фронтом, состоящим из тутси.
Скрывался в Республике Заир, затем перебрался в Камерун, где 9 марта 1996 года был задержан вместе с руандийским политиком Андре Нтагерурой, после чего препровождён в Арушу.

## Трибунал
23 января 1997 года Теонесте Багасора предстал перед Международным трибуналом по Руанде. Однако, слушания по делу Багосоры неоднократно откладывались и начались лишь 2 апреля 2002 года.
18 декабря 2008 года Международный трибунал по Руанде приговорил его к пожизненному заключению за геноцид, военные преступления и преступления против человечности. Трибунал установил, что после того, как 6 апреля 1994 года в авиакатастрофе погиб президент Хабьяримана, Багосора полностью захватил контроль над политической и военной ситуацией в стране, следовательно несёт ответственность за произошедшие затем события. Также Багосора был признан организатором ополчения «Интерахамве».
В начале 2021 года подал прошение о помиловании по состоянию здоровья, просил освободить его от наказания, которое было отклонено 1 апреля 2021 года.
Скончался в заключении от болезни сердца 25 сентября 2021 года.